# James Monroe Miller
James Monroe Miller (* 6. Mai 1852 in Three Springs, Huntingdon County, Pennsylvania; † 20. Januar 1926 in Council Grove, Kansas) war ein US-amerikanischer Politiker. Zwischen 1899 und 1911 vertrat er den vierten Wahlbezirk des Bundesstaates Kansas im US-Repräsentantenhaus.

## Werdegang
James Miller besuchte die Bezirksschule in seiner Heimat und anschließend das Dickinson Seminary in Williamsport (Pennsylvania). Im Jahr 1875 zog er nach Skiddy im Morris County in Kansas. Im benachbarten Council Grove wurde er für zwei Amtszeiten Schulrat, gleichzeitig studierte er Jura. Nach seiner im Jahr 1879 erfolgten Zulassung als Rechtsanwalt begann er in Council Grove in seinem neuen Beruf zu arbeiten.
In den Jahren 1880, 1884 und 1886 wurde Miller jeweils zum Bezirksstaatsanwalt für das Morris County gewählt. Politisch wurde er Mitglied der Republikanischen Partei. Zwischen 1894 und 1895 war er Abgeordneter im Repräsentantenhaus von Kansas. Bei den Kongresswahlen des Jahres 1898 wurde er im vierten Distrikt von Kansas in das US-Repräsentantenhaus in Washington, D.C. gewählt, wo er am 4. März 1899 die Nachfolge von Charles Curtis antrat. Nachdem er fünfmal wiedergewählt worden war, konnte er bis zum 3. März 1911 sechs Legislaturperioden im Kongress absolvieren. Von 1905 bis 1909 war er Vorsitzender des Ausschusses, der sich mit Ansprüchen an die Bundesregierung befasste und von 1909 bis 1911 gehörte er einem Wahlausschuss (Committee on Elections No. 2) an. Im Jahr 1910 bewarb er sich erfolglos um eine erneute Nominierung durch seine Partei.
Nach dem Ende seiner Zeit im Kongress arbeitete James Miller wieder als Anwalt in Council Grove. Dort ist er im Jahr 1926 auch verstorben.